# Heinz Buhse
Heinz Buhse (3 de Janeiro de 1917 - 26 de Março de 1945) foi um comandante de U-Boot que serviu na Kriegsmarine durante a Segunda Guerra Mundial.